# Llista d'integrals de funcions exponencials
Tot seguit es presenta una llista de primitives de funcions exponencials. Per consultar una llista completa de primitives de tota mena de funcions adreceu-vos a taula d'integrals
{\displaystyle \int e^{cx}\;\mathrm {d} x={\frac {1}{c}}e^{cx}}
{\displaystyle \int a^{cx}\;\mathrm {d} x={\frac {1}{c\cdot \ln a}}a^{cx}} per {\displaystyle a>0,\ a\neq 1}
{\displaystyle \int xe^{cx}\;\mathrm {d} x={\frac {e^{cx}}{c^{2}}}(cx-1)}
{\displaystyle \int x^{2}e^{cx}\;\mathrm {d} x=e^{cx}\left({\frac {x^{2}}{c}}-{\frac {2x}{c^{2}}}+{\frac {2}{c^{3}}}\right)}
{\displaystyle \int x^{n}e^{cx}\;\mathrm {d} x={\frac {1}{c}}x^{n}e^{cx}-{\frac {n}{c}}\int x^{n-1}e^{cx}\mathrm {d} x}
{\displaystyle \int {\frac {e^{cx}}{x}}\;\mathrm {d} x=\ln |x|+\sum _{n=1}^{\infty }{\frac {(cx)^{n}}{n\cdot n!}}}
{\displaystyle \int {\frac {e^{cx}}{x^{n}}}\;\mathrm {d} x={\frac {1}{n-1}}\left(-{\frac {e^{cx}}{x^{n-1}}}+c\int {\frac {e^{cx}}{x^{n-1}}}\,\mathrm {d} x\right)\qquad {\mbox{(per }}n\neq 1{\mbox{)}}}
{\displaystyle \int e^{cx}\ln x\;\mathrm {d} x={\frac {1}{c}}e^{cx}\ln |x|-\operatorname {Ei} \,(cx)}
{\displaystyle \int e^{cx}\sin bx\;\mathrm {d} x={\frac {e^{cx}}{c^{2}+b^{2}}}(c\sin bx-b\cos bx)}
{\displaystyle \int e^{cx}\cos bx\;\mathrm {d} x={\frac {e^{cx}}{c^{2}+b^{2}}}(c\cos bx+b\sin bx)}
{\displaystyle \int e^{cx}\sin ^{n}x\;\mathrm {d} x={\frac {e^{cx}\sin ^{n-1}x}{c^{2}+n^{2}}}(c\sin x-n\cos x)+{\frac {n(n-1)}{c^{2}+n^{2}}}\int e^{cx}\sin ^{n-2}x\;\mathrm {d} x}
{\displaystyle \int e^{cx}\cos ^{n}x\;\mathrm {d} x={\frac {e^{cx}\cos ^{n-1}x}{c^{2}+n^{2}}}(c\cos x+n\sin x)+{\frac {n(n-1)}{c^{2}+n^{2}}}\int e^{cx}\cos ^{n-2}x\;\mathrm {d} x}
{\displaystyle \int xe^{cx^{2}}\;\mathrm {d} x={\frac {1}{2c}}\;e^{cx^{2}}}
{\displaystyle \int e^{-cx^{2}}\;\mathrm {d} x={\sqrt {\frac {\pi }{4c}}}{\mbox{erf}}({\sqrt {c}}x)} ({\displaystyle {\mbox{erf}}} és la funció error)
{\displaystyle \int xe^{-cx^{2}}\;\mathrm {d} x=-{\frac {1}{2c}}e^{-cx^{2}}}
{\displaystyle \int {1 \over \sigma {\sqrt {2\pi }}}\,e^{-{(x-\mu )^{2}/2\sigma ^{2}}}\;\mathrm {d} x={\frac {1}{2}}(1+{\mbox{erf}}\,{\frac {x-\mu }{\sigma {\sqrt {2}}}})}
{\displaystyle \int e^{x^{2}}\,\mathrm {d} x=e^{x^{2}}\left(\sum _{j=0}^{n-1}c_{2j}\,{\frac {1}{x^{2j+1}}}\right)+(2n-1)c_{2n-2}\int {\frac {e^{x^{2}}}{x^{2n}}}\;\mathrm {d} x\quad {\mbox{valid per }}n>0,}
on {\displaystyle c_{2j}={\frac {1\cdot 3\cdot 5\cdots (2j-1)}{2^{j+1}}}={\frac {(2j)\,!}{j!\,2^{2j+1}}}\ .}